# Franco Solinas
Franco Solinas (* 19. Januar 1927 in Cagliari, Sardinien; † 14. September 1982 in Fiumicino, Latium) war ein italienischer Schriftsteller und Drehbuchautor.

## Leben
Solinas war seit den frühen 1950er Jahren als Drehbuchautor aktiv. Er war Marxist und hatte als solcher „Anteil an der Politisierung des Italo-Western“. Insgesamt war er an mehr als 20 Produktionen beteiligt. So schrieb er auch am Skript zu Der Gehetzte der Sierra Madre mit.
1969 war er zusammen mit Gillo Pontecorvo für das Drehbuch zu Schlacht um Algier für den Oscar in der Kategorie Bestes Originaldrehbuch nominiert.

## Filmografie (Auswahl)
- 1957: Die Verlobten des Todes (I fidanzati della morte)
- 1960: Im Land der langen Schatten (Ombre bianche) (italien. Version)
- 1960: Kapo (Kapò)
- 1961: Der furchtlose Rebell (Vanina Vanini)
- 1961: Wer erschoss Salvatore G.? (Salvatore Giuliano)
- 1966: Schlacht um Algier (La battaglia di Algeri)
- 1966: Töte Amigo (Quién sabe?)
- 1968: Tepepa
- 1969: Queimada – Insel des Schreckens (Queimada)
- 1972: Der unsichtbare Aufstand (État de siège)
- 1976: Monsieur Klein (Mr. Klein)